# Lars Fåhraeus
Lars Fåhræus, född 23 augusti 1762, död 28 juli 1789, var en svensk jurist.
Fåhræus var auskultant vid Krigskollegium 1781, vice notarie 1783, kanslist 1786, ombudsman vid Generalassistanskontoret samma år samt krigsfiskal i Finland 1788. Han var amatörviolinist och medlem av Utile Dulci och invaldes som ledamot nummer 115 i Kungliga Musikaliska Akademien den 18 april 1788. Fåhræus stupade vid Heinola den 28 juli 1789.